# Аэрофильтр
Аэрофильтр — название воздухоочистительного аппарата, изобретённого доктором Гупилем, который предполагает уничтожать этим путём болезнетворные организмы, летающие вместе с пылью в воздухе жилых помещений. Аппарат состоит из ящика (высотой 14 и шириной 10 вершков) с коленчатой вытяжной трубкой. В ящике находится убивающая микробы противозаразная летучая жидкость; она налита на 2 блюдечка и ею пропитаны куски ткани или сетки из асбеста, повешенные между блюдечками. Для возбуждения тяги выводную трубу нагревают керосиновой лампой. При непрерывном горении лампы, вследствие тяги, весь воздух жилого помещения должен пройти, как утверждает Гупиль, через ящик, и микробы будут уничтожены. 
Идея Гупиля заслуживает уважения, но едва ли его аппарат может достигнуть вполне цели и уничтожить все микробы, если принять во внимание, что, с одной стороны, даже топка печей не в состоянии возобновить весь воздух жилого помещения, с другой же стороны, что стены и обои задерживают носящиеся в воздухе организмы и делают их таким образом недоступными действию аэрофильтра.

## Источник
- Аэрофильтр // Энциклопедический словарь Брокгауза и Ефрона : в 86 т. (82 т. и 4 доп.). — СПб., 1890—1907.